# Egestria
Egestria is een geslacht van kevers van de familie snoerhalskevers (Anthicidae).

## Soorten
- E. antennalis Armstrong, 1948
- E. griseolineata Fairmaire, 1879
- E. hirtipennis Macleay, 1887
- E. pallitibia Fairmaire, 1879
- E. rubicunda Macleay, 1887
- E. suturalis Pascoe, 1871
- E. toeniata Pascoe, 1871